# Halalaimus pachydoroides
Halalaimus pachydoroides är en rundmaskart som beskrevs av Vitiello 1070. Halalaimus pachydoroides ingår i släktet Halalaimus och familjen Oxystominidae. Inga underarter finns listade i Catalogue of Life.